# Rhodobaenus
Genre
Rhodobaenus est un genre d'insectes coléoptères phytophages de la sous-famille des Dryophthorinae. Il compte au moins 130 espèces décrites,,,.

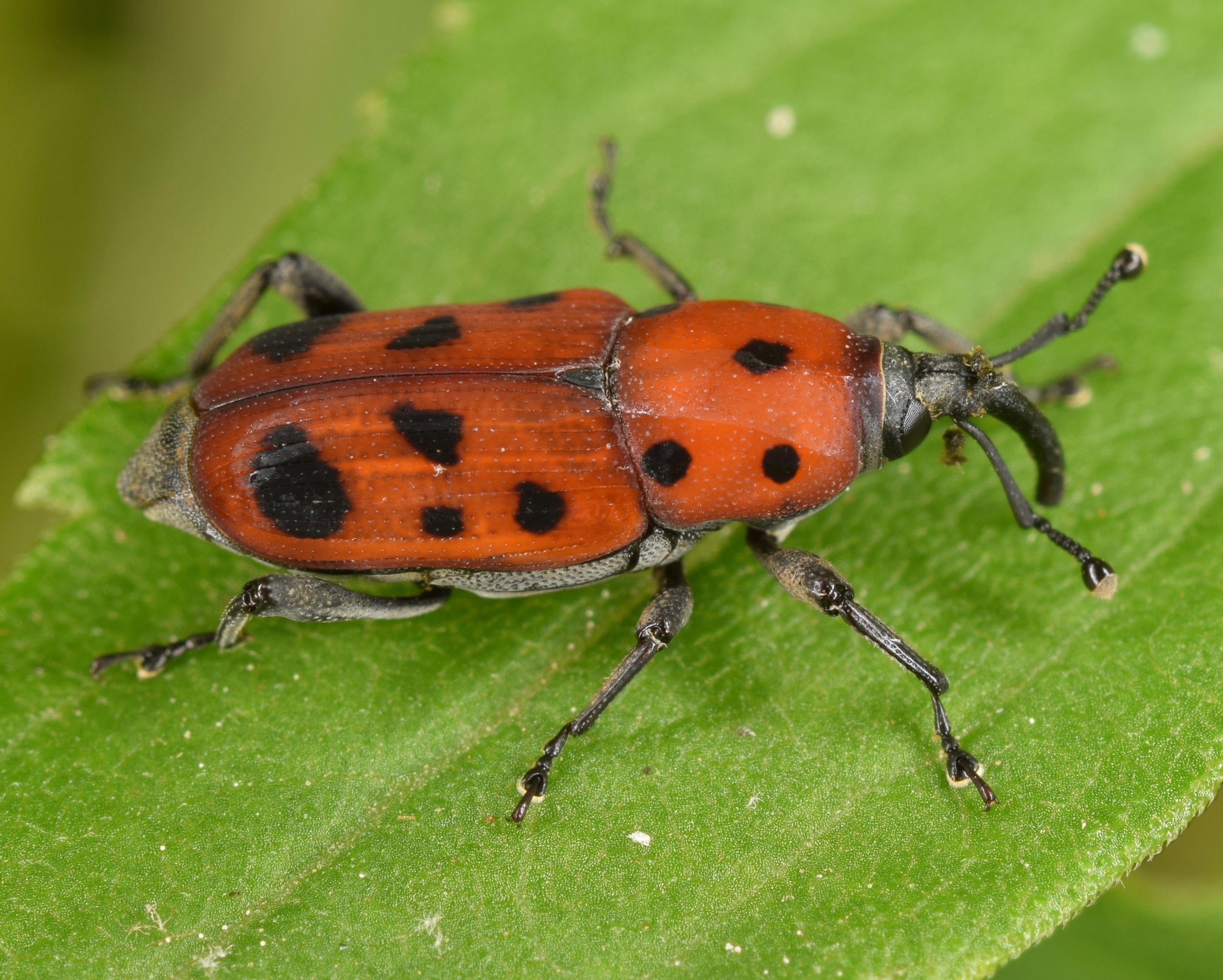
Rhodobaenus tredecimpunctatus.